# 12月13日 (旧暦)
旧暦12月13日は旧暦12月の13日目である。六曜は赤口である。

## できごと
- 天保12年（グレゴリオ暦1842年1月24日） - 江戸幕府が株仲間解散令を発布

## 誕生日
- 天保5年（グレゴリオ暦1835年1月11日） - 英照皇太后（九条夙子）、孝明天皇の女御・明治天皇の嫡母（+ 1897年）
- 明治4年（グレゴリオ暦1872年1月22日） - 田山花袋、小説家（+ 1930年）

## 忌日
- 建保元年（ユリウス暦1214年1月25日） - 建礼門院（平徳子）、高倉天皇の中宮・安徳天皇の母・平清盛の次女（* 1155年）

## 記念日・年中行事
- 正月事始め・煤払い・松迎え